# Кеннебек (Південна Дакота)
Кеннебек (англ. Kennebec) — місто (англ. town) в США, в окрузі Лайман штату Південна Дакота. Населення — 281 особа (2020).

## Географія
Кеннебек розташований за координатами 43°54′13″ пн. ш. 99°51′43″ зх. д. / 43.90361° пн. ш. 99.86194° зх. д. (43.903477, -99.862001).  За даними Бюро перепису населення США в 2010 році місто мало площу 2,21 км², уся площа — суходіл.

## Демографія
Згідно з переписом 2010 року, у місті мешкало 240 осіб у 112 домогосподарствах у складі 69 родин. Густота населення становила 109 осіб/км².  Було 146 помешкань (66/км²).
Расовий склад населення:
| - 90,0 % — білих - 6,7 % — корінних американців |

До двох чи більше рас належало 3,3 %. Частка іспаномовних становила 0,0 % від усіх жителів.
За віковим діапазоном населення розподілялося таким чином: 22,5 % — особи молодші 18 років, 51,2 % — особи у віці 18—64 років, 26,3 % — особи у віці 65 років та старші. Медіана віку мешканця становила 45,6 року. На 100 осіб жіночої статі у місті припадало 106,9 чоловіків;  на 100 жінок у віці від 18 років та старших — 100,0 чоловіків також старших 18 років.
Середній дохід на одне домашнє господарство  становив 58 048 доларів США (медіана — 42 083), а середній дохід на одну сім'ю — 75 753 долари (медіана — 71 250). Медіана доходів становила 41 458 доларів для чоловіків та 31 250 доларів для жінок. За межею бідності перебувало 12,3 % осіб, у тому числі 22,8 % дітей у віці до 18 років та 9,0 % осіб у віці 65 років та старших.
Цивільне працевлаштоване населення становило 157 осіб. Основні галузі зайнятості: освіта, охорона здоров'я та соціальна допомога — 27,4 %, мистецтво, розваги та відпочинок — 14,6 %, сільське господарство, лісництво, риболовля — 14,0 %.